# 上毛野馬長
上毛野 馬長（かみつけの の うまおさ、生没年不詳）は、奈良時代の貴族。姓は朝臣。官位は従五位上・出羽守。

## 経歴
淳仁朝の天平宝字8年（764年）正月に従五位下に叙爵し、出羽介に任官する。同年9月に発生した藤原仲麻呂の乱では孝謙上皇側に与したらしく、乱後の10月に解官された大原今城の後任として上野守に補せられている。
称徳朝の神護景雲2年（768年）左衛士員外佐となるが、この時の左衛士督には石上息継が任ぜられている。
光仁朝の宝亀7年（776年）百済王武鏡の後任の出羽守に任じられ、翌宝亀8年（777年）従五位上に至る。

## 官歴
『続日本紀』による。
- 時期不詳：正六位上
- 天平宝字8年（764年） 正月7日：従五位下。正月21日：出羽介。10月20日：上野守
- 神護景雲2年（768年）11月13日：左衛士員外佐
- 宝亀7年（776年）7月21日：出羽守
- 宝亀8年（777年）正月7日：従五位上